# Aleurolobus diastematus
Aleurolobus diastematus là một loài côn trùng cánh nửa trong họ Aleyrodidae, phân họ Aleyrodinae.
Aleurolobus diastematus được Bink-Moenen miêu tả khoa học đầu tiên năm 1983.